# 博伊特爾米爾格拉本河
49°07′33″N 10°52′13″E / 49.12579°N 10.87035°E
博伊特爾米爾格拉本河（德語：Beutelmühlgraben），是德國的河流，位於該國東南部，由巴伐利亞負責管轄，河道全長0.6公里，流域面積0.3平方公里，最終注入小布龍巴赫湖。